# U 199
U 199 war ein deutsches U-Boot vom IX D2, das im Zweiten Weltkrieg von der deutschen Kriegsmarine eingesetzt wurde. Es versenkte auf seiner einzigen Feindfahrt 2 Schiffe mit 4361 BRT, wobei insgesamt 12 Menschen starben. U 199 wurde am 31. Juli 1943 vor der brasilianischen Küste von US-amerikanischen und brasilianischen Flugzeugen versenkt, wobei 49 Mann starben und 12 – unter ihnen der Kommandant Hans-Werner Kraus – in US-amerikanische Kriegsgefangenschaft gerieten.

## Technische Daten
Der Auftrag für das Boot wurde am 4. November 1940 an die Deutsche Schiff- und Maschinenbau Aktiengesellschaft und AG Weser, Bremen vergeben. Die Kiellegung erfolgte am 10. Oktober 1941, der Stapellauf am 11. Juli 1942. Die Indienststellung unter Kapitänleutnant Hans-Werner Kraus fand schließlich am 28. November 1942 statt.

## Geschichte
Das U-Boot gehörte nach seiner Indienststellung am 28. November 1942 bis zum 30. April 1943 zur 4. U-Flottille, und vom 1. Mai 1943 bis zum 31. Juli 1943 zur 12. U-Flottille. U 199 versenkte die Schiffe Shangri-lá (Brasilien) und Henzada (Vereinigtes Königreich).

### Erste Feindfahrt
U 199 lief unter dem Befehl von Kapitänleutnant Hans-Werner Kraus am 13. Mai 1943 von Kiel aus. Nach dem Marsch über die Ostsee wurde Norwegen angelaufen, wo in Kristiansand Brennstoff ergänzt und in Bergen ein neues Metox-Gerät an Bord genommen wurde. Anschließend operierte das Boot im Südatlantik entlang der Küste Brasiliens, vor Rio de Janeiro und Santos. Es konnte auf dieser Unternehmung zwei Schiffe mit zirka 4.361 BRT versenken. Nach 79 Tagen auf See wurde U 199 schließlich von amerikanischen Flugzeugen versenkt.
- 5. Juli 1943: Versenkung des brasilianischen Segelschiffs Shangri-lá (200 BRT), wobei alle zehn Besatzungsmitglieder starben.

- 24. Juli 1943: Versenkung des britischen Frachters Henzada (4.161 BRT), wobei zwei Mann starben und 62 vom panamaischen Schiff MV Baltic gerettet wurden.[2]

## Verbleib
U 199 sank im ersten und einzigen Einsatz am Morgen des 31. Juli 1943 bei der brasilianischen Küste durch einen vereinten Angriff Brasiliens und der Vereinigten Staaten. Zunächst wurde es durch eine Martin PBM Mariner der US Navy schwer beschädigt und tauchunfähig gemacht und anschließend durch Wasserbomben einer Consolidated PBY Catalina sowie einer Lockheed Hudson der brasilianischen Luftwaffe versenkt. 49 Mann der Besatzung gingen mit dem Boot unter, doch zwölf Mann überlebten die Versenkung und wurden schließlich vom US-amerikanischen Flugzeugmutterschiff USS Barnegat als Kriegsgefangene an Bord genommen. Unter den Geretteten waren sieben Offiziere, darunter Kommandant Hans-Werner Kraus, und fünf Mannschaftsdienstgrade.